# Monte Ippissuasiip

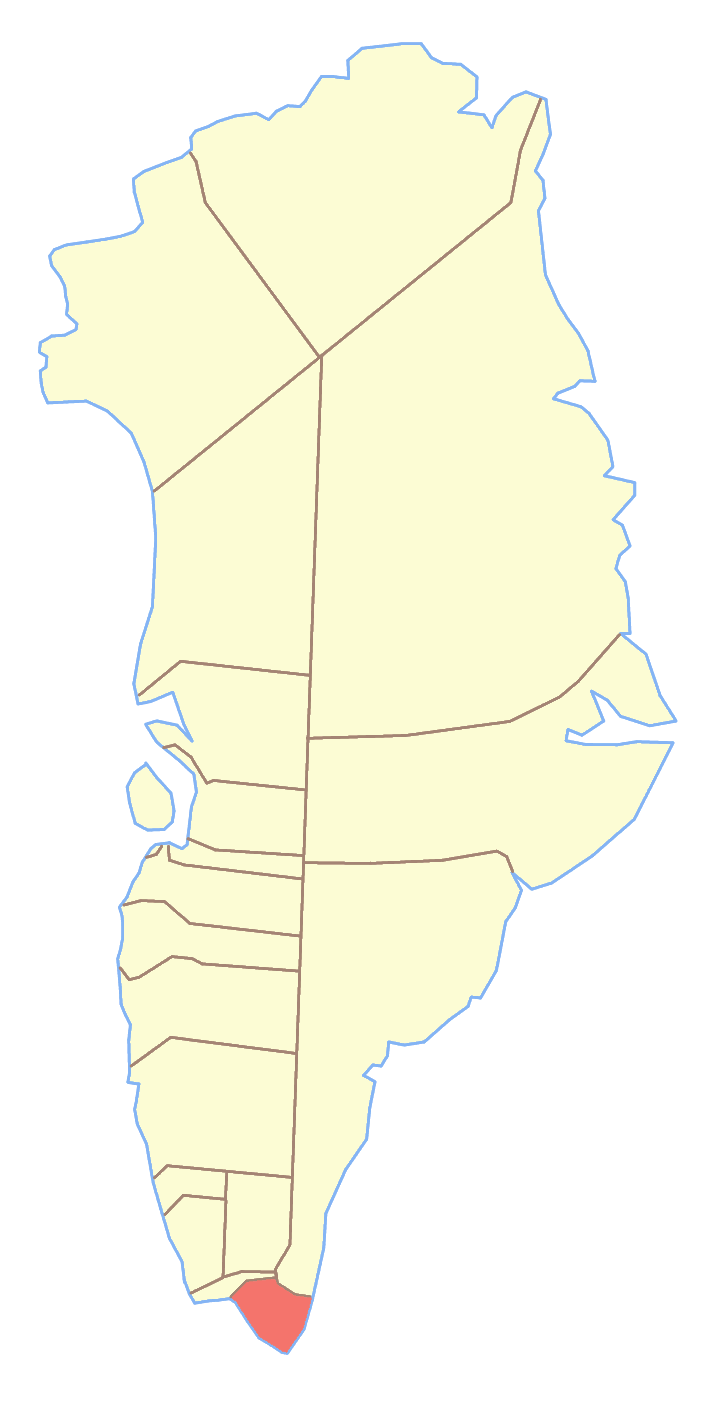
Ex comune di Nanortalik, dove si trovava il Monte Ippissuasiip

Il monte Ippissuasiip (groenlandese: Ippissuasiip Qaqqaa) è una montagna della Groenlandia di 1376 m. Si trova a 60°25'N 44°49'O; appartiene al comune di Kujalleq.